# Gåt

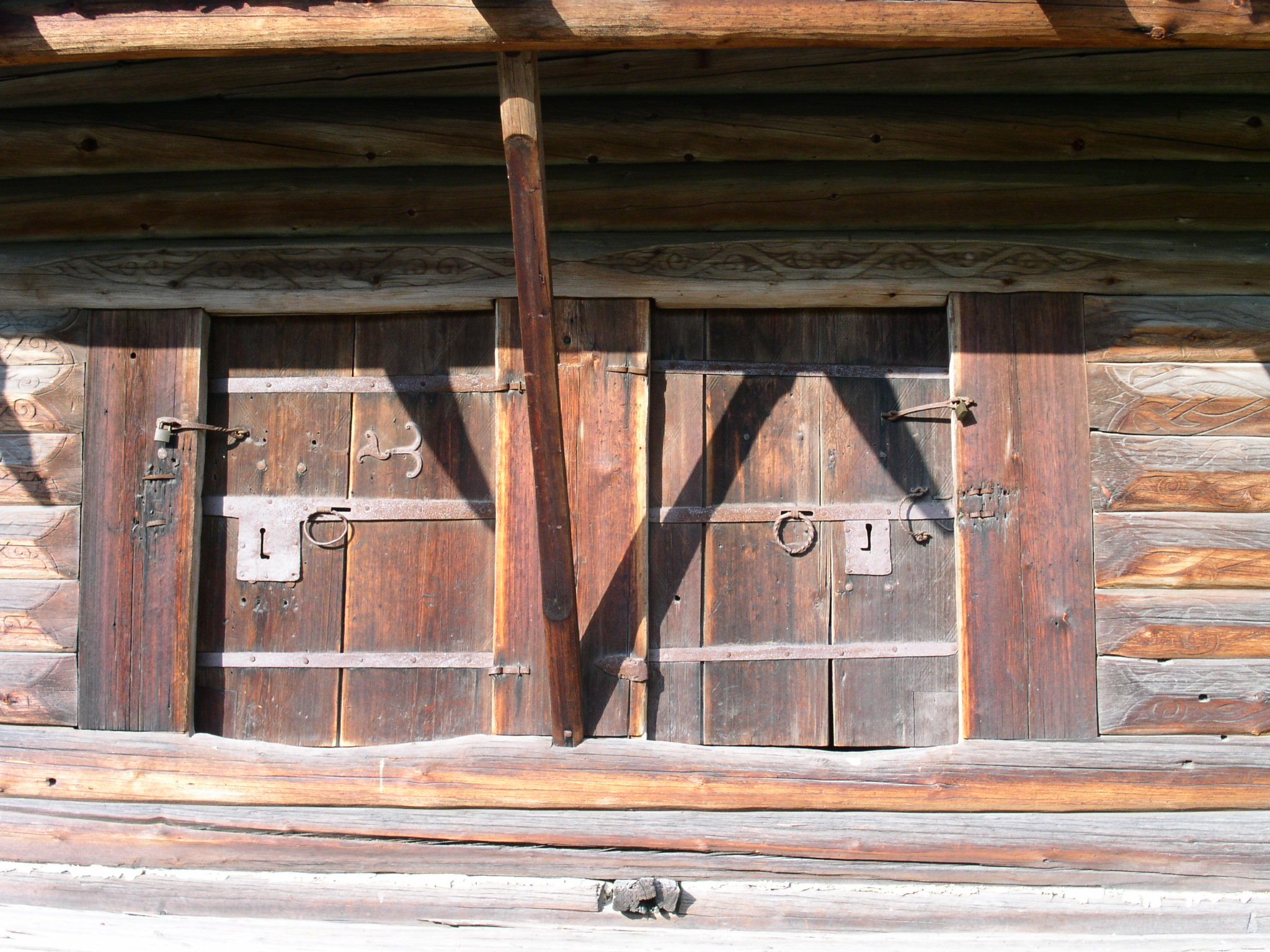
Tre kraftiga dörrgåtar på det högmedeltida Kyrkhärbret i Älvdalen.

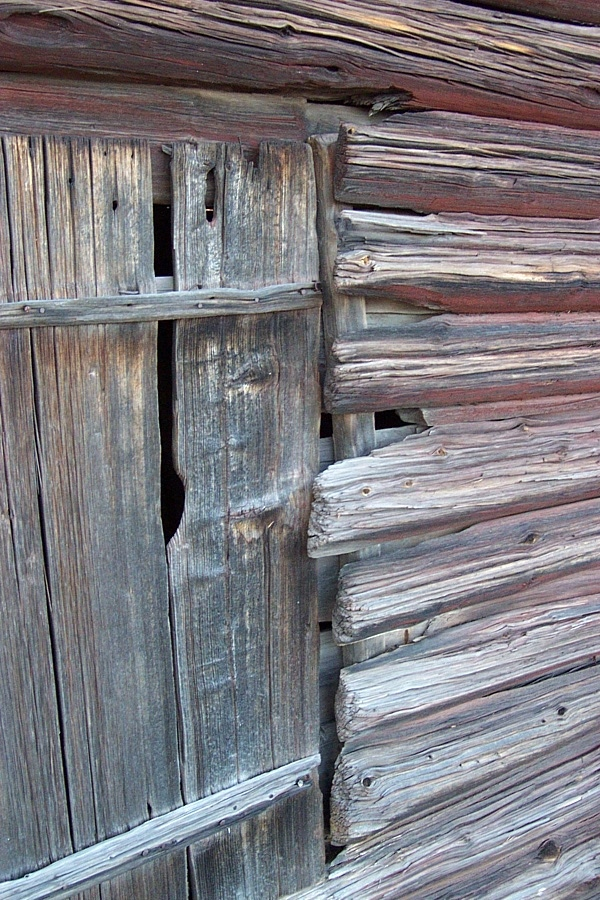
Exempel på ett enkelt gåtspår, som gjorts genom att stockändarna spräckts, och en smal trekantig gåt slagits in. (Ängslada i Forsen, Floda sn, Dalarna. Daterad till 1790-tal).

Gåt kallas den "käpp" eller vertikala styrlist som fogar samman stockarna vid ett fönster eller en dörr i en timmerbyggnad. Gåten sitter i ett gåtspår, som gjorts i varje stockände, som slutar vid dörr- eller fönsteröppningen. De avskurna stockändarna styrs av gåten som kan glida när stockarna sjunker och sammanpressas. Tappspåret urholkades över gåtens överända för att ge sjunkmån.
I nyare timmerhus – från senare delen av 1800-talet och framåt – är det vanligt att gåtspåret är gjort med navare, medan det tidigare gjordes med yxa. En vanlig gåttyp på äldre byggnader är den så kallade stjärtgåten vars botten är format som ett "M", alltså som en fiskstjärt, och därav namnet. På enklare byggnader, som ängslador, ser man ofta kilformade gåtar och gåtspår. Gåtspåren har då gjorts genom att man endast spräckt stockändarna, och därefter möjligen vidgat dem lite och slätat till, så att gåtspåret liknar ett mycket spetsigt "V". Ytterligare gåtspårvarianter förekommer. 
I stockarna över och under dörr eller fönsteröppningen är gåten intappad. För att timret ska kunna sjunka, utan att haka upp sig på gåten – sjunker gör det när det torkar – måste tapphålen vara djupa nog, och gåten inte alltför lång. Gåten är vanligen formad som gåtspåret. Utseendet på gåtspåret och gåten, kan ge en fingervisning om ålder och hur fin byggnaden var när den byggdes. En välgjord gåt vittnar om att byggnaden en gång byggdes för att stå på ett gårdstun eller liknande, medan en slarvig, exempelvis inspräckt, gåt vittnar om att det redan från början var en byggnad med låg status.[källa behövs]
Dörrgåtar kunde utgöras av väldiga stående virken som styrde de liggande timren, tappspåret upptill har en extra urholkning för att lämna plats för gåten när timret torkar och sjunker ihop.
Gåten ska inte förväxlas med en dymling, som är en rund tränagel som håller samman två stockvarv.

Spräckt gåt
Stjärtgåt
Trubbgåt
Notgåt[4]